# Roxanne Hart
Roxanne Hart (Trenton, 27 de julio de 1952) es una actriz estadounidense, reconocida por sus papeles como Brenda Wyatt en la película de 1986 Highlander y como Camille Shutt en la serie médica de la CBS Chicago Hope (1994–1998). Nominada a los Premios Tony y Drama Desk por su labor teatral, Hart ha aparecido recientemente en series como How to Get Away with Murder, Code Black y The Blacklist.

## Filmografía

### Cine
| Año  | Título                  | Papel               | Notas |
| ---- | ----------------------- | ------------------- | ----- |
| 1979 | The Bell Jar            |                     |       |
| 1982 | The Verdict             | Sally Doneghy       |       |
| 1984 | Old Enough              | Carla               |       |
| 1984 | Oh, God! You Devil      | Wendy Shelton       |       |
| 1985 | The Little Sister       | Sara                |       |
| 1986 | Highlander              | Brenda J. Wyatt     |       |
| 1988 | Pulse                   | Ellen               |       |
| 1989 | Big Time                | Diane               |       |
| 1991 | Once Around             | Gail Bella          |       |
| 1998 | Meteorites!             | Cath Johnson        |       |
| 2001 | Beyond the City Limits  | Danelle 'Dan' Perry |       |
| 2002 | The Good Girl           | Sra. Worther        |       |
| 2002 | Home Room               | Sra. Cartwright     |       |
| 2002 | Moonlight Mile          | June Mulcahey       |       |
| 2003 | Easy                    | Jackie              |       |
| 2006 | Art School Confidential | Mom Platz           |       |
| 2006 | Cartas desde Iwo Jima   | Esposa              |       |
| 2007 | License to Wed          | Sra. Jones          |       |
| 2010 | The Cross-Stitch        | Sassy               | Corto |
| 2013 | Sex & Marriage          | Cat                 |       |
| 2013 | Salomé                  | Herodías            |       |
| 2014 | A Reason                | Annabelle Hilgrim   |       |
| 2015 | Miracle Polish          | Monica              | Corto |

### Televisión
| Año             | Título                                         | Papel                | Notas            |
| --------------- | ---------------------------------------------- | -------------------- | ---------------- |
| 1980            | One Life to Live                               | Isadora              | Papel recurrente |
| 1981            | Kent State                                     | Jean Arnold          | Telefilme        |
| 1982            | Tales of the Unexpected                        | Cara                 | 1 episodio       |
| 1982            | Remington Steele                               | Sheila Fervitz       | 1 episodio       |
| 1983            | Special Bulletin                               | Megan 'Meg' Barclay  | Telefilme        |
| 1986            | Philip Marlowe, Private Eye                    | Jean Adrian          | 1 episodio       |
| 1986            | Samaritan: The Mitch Snyder Story              | Carol Fennelly       | Telefilme        |
| 1986            | Vengeance: The Story of Tony Cim               | Jan Cimo             | Telefilme        |
| 1987            | The Last Innocent Man                          | Jenny Stafford       | Telefilme        |
| 1990            | Against the Law                                | Lariane Piccaccio    | 2 episodios      |
| 1990            | Law & Order                                    | Janet Ralston        | 1 episodio       |
| 1991            | Tagget                                         | Annie Hartman        | Telefilme        |
| 1991            | Living a Lie                                   | Grace                | Telefilme        |
| 1992-1993       | Dream On                                       | Kate Gower           | 5 episodios      |
| 1994            | The Road Home                                  | Dr. Buerring         | 3 episodios      |
| 1996            | Promised Land                                  | Tracy Carter         | 1 episodio       |
| 1997            | When Secrets Kill                              | Karen Newhall        | Telefilme        |
| 1997            | Our Mother's Murder                            | Anne Scripps Douglas | Telefilme        |
| 1997            | Alone                                          | Grace Ann            | Telefilme        |
| 1998            | Meteorites!                                    | Cath Johnson         | Telefilme        |
| 1994-1996, 1998 | Chicago Hope                                   | Camille Shutt        | 46 episodios     |
| 1999            | Party of Five                                  | Joan                 | 1 episodio       |
| 1999            | Walker, Texas Ranger                           | Caroline Whitman     | 1 episodio       |
| 1999            | Come On, Get Happy: The Partridge Family Story | Betty Bonaduce       | Telefilme        |
| 1999            | ER                                             | Sra. Kottmeier       | 2 episodios      |
| 2000            | The Runaway                                    | Alice Davis          | Telefilme        |
| 2001            | Follow the Stars Home                          | Tess                 | Telefilme        |
| 2001            | Law & Order                                    | Linda Karlin         | 1 episodio       |
| 2002            | The President's Man: A Line in the Sand        | Lydia Mayfield       | Telefilme        |
| 2002            | The Agency                                     | Elaine               | 1 episodio       |
| 2003            | Oz                                             | Jessica Kirk         | 3 episodios      |
| 2004            | Strong Medicine                                | Cheryl               | 1 episodio       |
| 2004            | Cold Case                                      | Bobbi Olsen          | 1 episodio       |
| 2005            | House, M.D.                                    | Margo Davis          | 1 episodio       |
| 2005            | Numb3rs                                        | Cris Carlyle         | 1 episodio       |
| 2006            | Murder 101                                     | Betty Larch          | Telefilme        |
| 2006            | In from the Night                              | Ruth Miller Hammond  | Telefilme        |
| 2006            | Grey's Anatomy                                 | Dana Seabury         | 1 episodio       |
| 2006            | Day Break                                      | Margaret Detweiler   | 1 episodio       |
| 2006            | Justice                                        | Judge Madison        | 1 episodio       |
| 2007            | Bones                                          | Cynthia Cole         | 1 episodio       |
| 2008            | Grave Misconduct                               | Margo Lawrence       | Telefilme        |
| 2008            | Eli Stone                                      | Emily Hayes          | 1 episodio       |
| 2008            | Ghost Whisperer                                | Nancy Lucas          | 1 episodio       |
| 2009            | Criminal Minds                                 | Andrea Benton        | 1 episodio       |
| 2009            | The Closer                                     | Doris Osgood         | 1 episodio       |
| 2006-2010       | Medium                                         | Lily Devalos         | 7 episodios      |
| 2011            | Private Practice                               | Ellen                | 1 episodio       |
| 2011            | CSI: Crime Scene Investigation                 | Jean Tinsdale        | 1 episodio       |
| 2010-2011       | Hung                                           | Frances              | 8 episodios      |
| 2012            | The Mentalist                                  | Shirley Bauer        | 1 episodio       |
| 2015            | Merry Kissmas                                  | Sra. Joyner          | Telefilme        |
| 2016-2017       | How to Get Away with Murder                    | Sylvia Mahoney       | 4 episodios      |
| 2017            | Code Black                                     | Judith Blackwell     | 1 episodio       |
| 2019            | The Blacklist                                  | Ava Ziegler          | 1 episodio       |